# 普拉特·哈比布拉耶夫
普拉特·吉尔吉斯巴耶维奇·哈比布拉耶夫（俄語：Пула́т Киргизба́евич Хабибулла́ев，1936年10月14日—2010年2月7日），乌兹别克族，苏联物理学家、政治人物。理学博士，乌兹别克苏维埃社会主义共和国、乌兹别克斯坦科学院院士；苏联、俄罗斯科学院通讯院士。曾任塔什干师范学院物理系主任，乌兹别克苏维埃社会主义共和国科学院院长、科学院核物理研究所长、乌兹别克苏维埃社会主义共和国最高苏维埃主席、最高苏维埃主席团主席兼苏联最高苏维埃主席团副主席。苏联解体后任乌兹别克斯坦国立大学光学系主任、乌兹别克斯坦国家科技委员会主席、乌兹别克斯坦科学院热物理系主任等职务。

## 生平
- 1936年10月14日出生于安集延州阿萨卡区列宁集体农庄。母亲是集体农庄主任。
- 1956年-1960年，中亚国立大学物理系学习。期间，1956年-1958年，塔什干师范学院普通物理系主任。
- 1964年在莫斯科获理学博士候选人资格，1971年于新西伯利亚获理学博士学位。1965年加入苏联共产党。
- 1972年-1975年，安集延棉花研究所所长。
- 1975年-1978年，乌共中央科教司司长。
- 1978年-1988年，乌兹别克苏维埃社会主义共和国科学院核物理研究所所长。

期间：

1978年-1984年，乌兹别克苏维埃社会主义共和国科学院副院长。

1984年-1988年，乌兹别克苏维埃社会主义共和国科学院院长。1984年当选乌兹别克苏维埃社会主义共和国科学院院士，苏联科学院通讯院士。

1985年3月-1988年4月，乌兹别克苏维埃社会主义共和国最高苏维埃主席。
- 1988年4月-1989年3月，乌兹别克苏维埃社会主义共和国最高苏维埃主席兼苏联最高苏维埃主席团副主席。
- 1989年-2010年2月，乌兹别克苏维埃社会主义共和国、乌兹别克斯坦科学院热物理系主任。

期间：

1990年-1994年，乌兹别克斯坦最高苏维埃外交委员会主席。

1992年-1994年，乌兹别克斯坦大学光学系主任。

1994年-2002年，乌兹别克斯坦国家科技委员会主席。

2002年-2006年，乌兹别克斯坦内阁科技中心主任。
- 2010年2月7日于塔什干逝世，享年73岁。

哈比布拉耶夫是苏共27大代表；第9-11届乌兹别克苏维埃社会主义共和国最高苏维埃代表。

## 荣誉
苏联：
- 两次劳动红旗勋章
- 荣誉勋章
- 乌兹别克苏维埃社会主义共和国贝鲁尼国家奖（1987）

乌兹别克斯坦：
- 劳动荣誉勋章